# プリュリス
プリュリス（古希: Πρύλιν, Prylis）は、ギリシア神話の女性である。ヘルメース神とニュムペーのイッサとの娘で、レスボス島の女予言者。トロイアに遠征したギリシア軍がレスボス島に立ち寄ったとき、プリュリスはパラメーデースに買収されて、アガメムノーンにトロイアは木馬作戦でなければ陥落しないと予言した。